# Codonopsis farreri
Codonopsis farreri är en klockväxtart som beskrevs av John Anthony. Codonopsis farreri ingår i släktet Codonopsis, och familjen klockväxter. Inga underarter finns listade i Catalogue of Life.